# Armen Hakhnazarian
Armen Hakhnazarian (armênio: Արմեն Հախնազարյան, Teerã, 5 de maio de 1941 — Aachen, 19 de fevereiro de 2009) foi um Doutor em arquitetura e em Ciência Técnicas. Foi o diretor e fundador da ONG/Fundação Research on Armenian Architecture (RAA).

## Biografia
Armen Hakhnazarian era filho de Hovhannes Hakhnazarian, Doutor em Linguística, palestrante pela Universidade de Teerã e Inspetor da Escola Armênia em Teerã, e Arusyak Hakhnazarian, Professora de piano no Tehran State Conservatory.
Em 1959 Armen completou seu estudos na Kooshesh Davtian School, Teerã. Em 1969 completou seu Doutorado em arquitetura pelo Departamento de Arquitetura da Faculty of Architecture and Civil Engineering da RWTH Aachen University, de Aachen. Em 1973 graduou-se pelo Departamento de Planejamento Urbano pela mesma universidade, e posteriormente, concluiu seu segundo Doutorado em Ciência Técnicas, também pelo mesmo local.
Armen Hakhnazarian começou sua pesquisa em 1968, quando começou a tirar as medidas de St. Thaddeus Monastery no distrito de Artaz (atualmente presente em: Maku, Azerbaijão Ocidental, província do Irã). Nos anos 70, A. Hakhnazarian fez seis viagens de pesquisa pela Armênia Ocidental (atualmente: Turquia Oriental), cada uma delas tendo a duração de 2 meses, aproximadamente. Após suas viagens, entretanto, foi declarado como Persona non grata e, portanto, proibido de participar de outras pesquisas de campo na região da antiga Armênia Ocidental. Contudo, continuou seus estudos enviando outros pesquisadores à região, e a outras como na Armênia Menor e Cilicia, até seu recente falecimento.
Em 1973 Armen casou-se com a arquiteta Margrit Buenemann. O casal teve duas filhas, Talin e Shahriz. Em 1974 ele fundou e comandou a Monit Architecture Company em Teerã, Irã. Já em 1982, oficialmente fundou a ONG Research on Armenian Architecture (RAA) (Fundação desde 2010), em Aachen, Alemanha, concretizando suas pesquisas iniciadas na década de 60. Em 1996, a organização foi registrado nos Estados Unidos da América e em 1998 se estabeleceu na Armênia. Em 1983 Armen começou a lecionar pela Faculty of Urban Planning, na Universidade de Aachen, Alemanha, onde lecionou por muitos anos. Armen hakhnazarian morreu em Aachen, onde estão enterradas parte de suas cinzas, e o restante no cemitério do vilarejo de Artashavan, região de Aragatzotn, Armênia.

## Trabalhos de Renovação
- St. Sargis Church no bairro de Vanak de Teerã, Irã
- St. Gevorg Church in Teerã, Irã
- St. Stepanos Monastery no condado de Jolfa e St. Thaddeus Monastery em Maku, Irã
- Sourb Astvatzatzin (Virgem Maria) Monastério de Tzortzor, Maku, Irã
- Sourb Astvatzazin (Virgem Maria) Igreja no Vilarejo de Kartintak, no Distrito de Sushi, Artsakh
- Diversas edificações do complexo monástico de Dadivank, Distrito de Karvajar, Artsakh
- St. Minas Church no Vilarejo de Tatev, Região de Syunik, Armênia
- Igreja do VIlarejo de Davit Bek, região de Syunik, Armênia
- Monastério de Saghmosavank, região de Aragatzotn, Armênia
- A Igreja de St. Sargis Monastery no Vilarejo de Ushi, região de Aragatzotn, Armênia
- St. Stepanos Church no Vilarejo de Garaturan, Distrito de Kesab, Síria
- Diversas casas históricas na cidade de Kesab, Síria

## Publicações
- 1983 to 1989 - 7 volumes of microfilms on Armenian Architecture
- Ակնարկ Հայկական ճարտարապետութեան (A Review of Armenian Architecture), 1988
- Documents of Armenian Architecture: Nor Djulfa. Venezia, 1992